# Monte Alto Y Siete Cabezos
Monte Alto Y Siete Cabezos este o arie protejată (arie specială de conservare — SAC, sit de importanță comunitară — SCI) din Spania întinsă pe o suprafață de 3.728,57 ha, integral pe uscat.

## Localizare
Centrul sitului Monte Alto Y Siete Cabezos este situat la coordonatele 41°47′33″N 1°23′49″W / 41.7926°N 1.39691°V.

## Înființare
Situl Monte Alto Y Siete Cabezos a fost declarat sit de importanță comunitară în iulie 2000 pentru a proteja un număr necunoscut de specii din flora spontană și fauna sălbatică aflate în arealul zonei. Situl a fost protejat și ca arie specială de conservare în februarie 2021.

## Biodiversitate
Situată în ecoregiunea mediteraneană, aria protejată conține 9 habitate naturale: Pășuni mediteraneene udate de apa mării (Juncetalia maritimi), Stepe sărăturate mediteraneene (Limonietalia), Vegetație gipsofilă iberică (Gypsophiletalia), Matorral arborescenți cu Juniperus spp., Pseudostepă cu ierburi și specii anuale de Thero-Brachypodietea, Tufărișuri halofile mediteraneene și termo-atlantice (Sarcocornetea fruticosi), Pajiști umede mediteraneene cu ierburi înalte de Molinio-Holoschoenion, Tufărișuri halo-nitrofile (Pegano-Salsoletea), Galerii și tufărișuri riverane sudice (Nerio-Tamaricetea și Securinegion tinctoriae).
La baza desemnării sitului se află un număr nedeclarat de specii protejate.
Pe lângă speciile protejate, pe teritoriul sitului au mai fost identificate 4 specii de plante, 12 specii de păsări, 3 specii de amfibieni, 2 specii de mamifere, 2 specii de reptile.